# Orthoconchoecia
Orthoconchoecia is een geslacht van kreeftachtigen uit de klasse van de Ostracoda (mosselkreeftjes).

## Soorten
- Orthoconchoecia agassizi (Müller, G.W., 1895)
- Orthoconchoecia atlantica (Lubbock, 1856)
- Orthoconchoecia bispinosa (Claus, 1890)
- Orthoconchoecia haddoni (Brady & Norman, 1896)
- Orthoconchoecia orthotrichota (Müller, G.W., 1906)
- Orthoconchoecia secernenda (Vavra, 1906)
- Orthoconchoecia striola (Müller, G.W., 1906)